# Polgári Tisza-híd
Az M3-as autópálya Tisza-hídját (Polgári Tisza-híd) 2002. október 1-jén adták át, az M3-as autópálya részeként a Tisza fölött. Hajdú-Bihar vármegye északnyugati térségét és Borsod-Abaúj-Zemplén vármegye déli részét köti össze. Ez az első gyorsforgalmi úthálózathoz tartozó híd a Tiszán.

## Története
A híd megépítésére a Ganz Acélszerkezet-gyártó-Vegyépszer konzorcium kapott megbízást a Nemzeti Autópálya Rt.-től. A hídelemeket a Ganz Acélszerkezet építette, a további munkákat a Vegyépszer végezte. A Tisza-híd két különálló szerkezetű, háromnyílású hídként épült. A középső hídelemek 112, a part felőliek 72 méter hosszúak. Az acélszerkezetű hídelemek helyszínre szállítása szétszerelve történt, összeszerelésük 2001 májusában kezdődött. A hidat 2002. október 1-jén adták át, az M3-as autópálya Füzesabonyt Polgárral összekötő szakaszával együtt. A híd tizennégy milliárd Ft-ba került.